# 브리트니 앨런

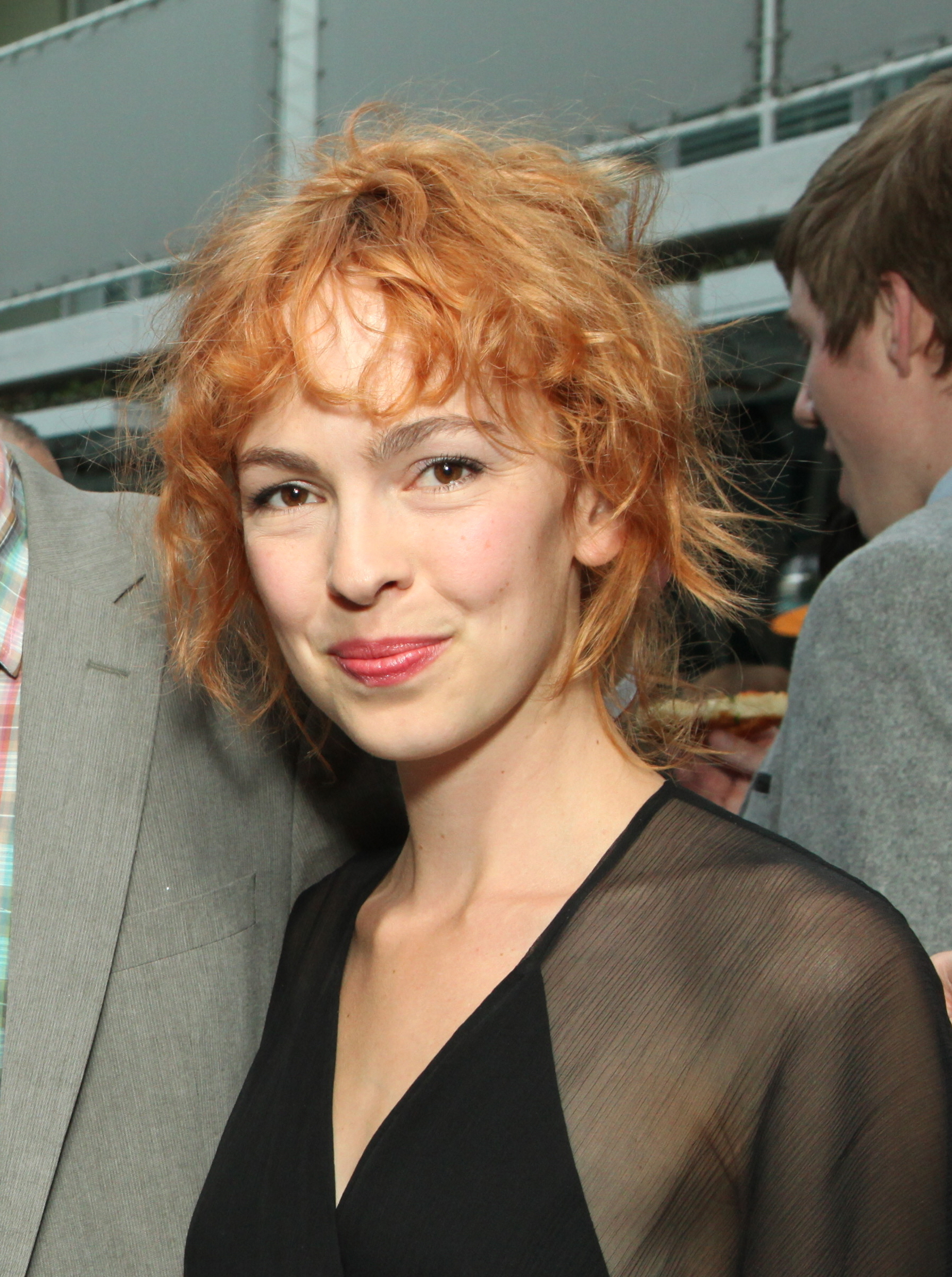

브리트니 앨런(영어: Brittany Allen, 1986년 2월 5일 ~ )은 캐나다의 배우, 각본가이다.
토론토에서 태어났다.

## 출연 작품

### 영화
- What Katy Did (1999)
- 록커 (2008)
- Verona (2010) - 패리스 역 (단편)
- Dead Before Dawn (2012) - 루시 윈스럽 역
- 유에프오 (2014) - 에이프릴 역
- 파트너 오브 좀비 (2016)
- Backgammon (2016) - 미란다 역
- 직쏘 (2017) - 칼리 역
- 애인이 사이코패스일 때 나에게 생기는 일 (2018) - 줄스 역
- 프로디지 (2019) - 마거릿 역